# × Cattleytonia
× Cattleytonia (từ Cattleya và Broughtonia, các chi bố mẹ của nó) là một chi lai giữa các loài lan. Chi này được viết tắt là Ctna trong thương mại.